# Spaarne

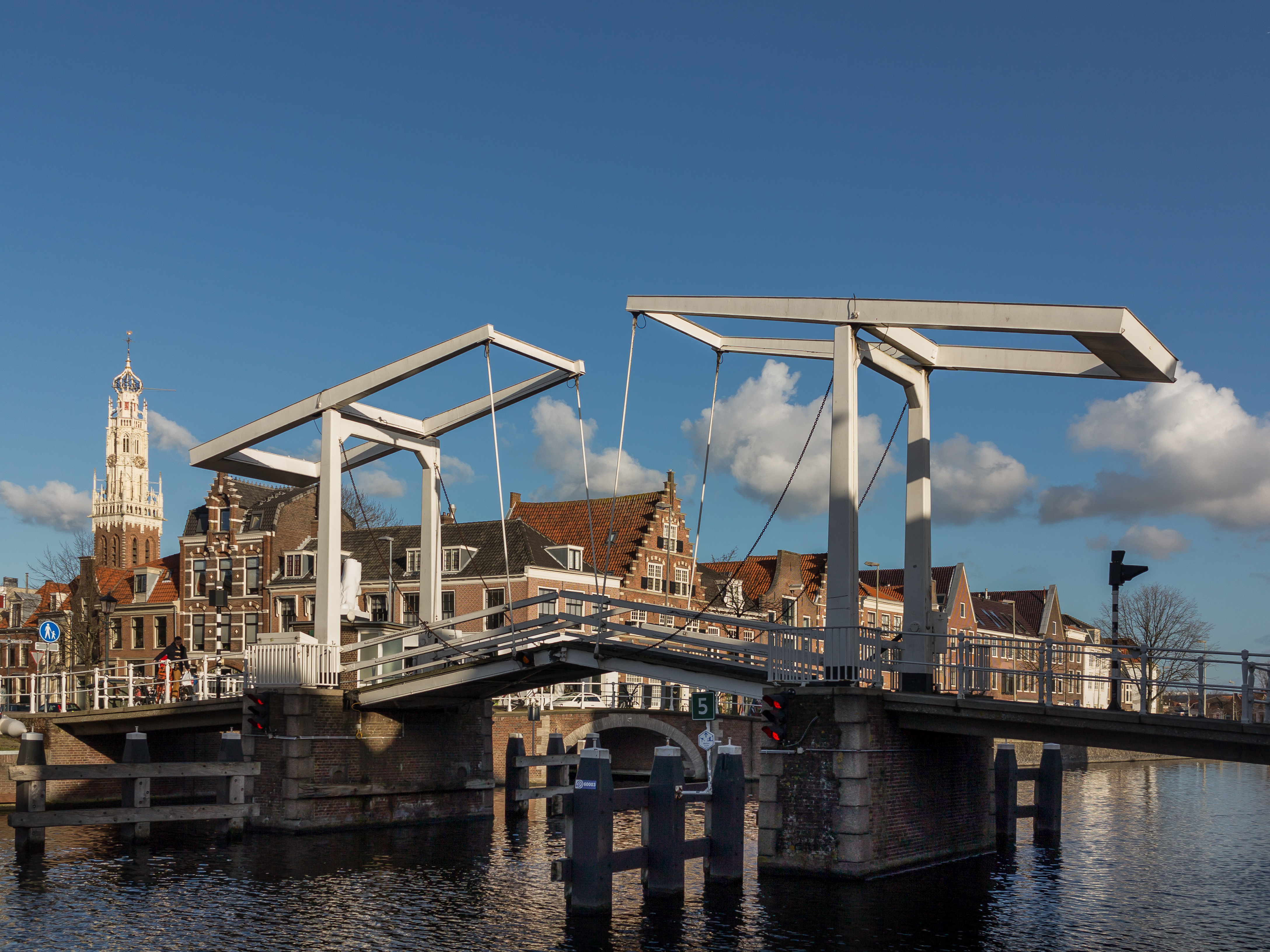
Het Spaarne met de Gravestenenbrug en de toren van de Bakenesserkerk.

Het Spaarne is een rivier in Noord-Holland, Nederland. De rivier stroomt door Haarlem naar Spaarndam. De naam Spaarne is waarschijnlijk afgeleid van 'Spier', dat riet betekent.

## Geschiedenis
Oorspronkelijk vormde het Spaarne een verbinding tussen het Haarlemmermeer en het IJ. In de 13e eeuw werd bij de uitmonding op het IJ een dam met spuisluizen in het Spaarne gelegd als onderdeel van de Spaarndammerdijk. Hier ontstond het dorp Spaarndam. Voor de scheepvaart kwam er de Kolksluis en eeuwen later de Grote Sluis. Omdat hier een van de belangrijkste afwateringen van het boezemwater van het Hoogheemraadschap van Rijnland ligt werd er in 1844 een stoomgemaal gebouwd, het Boezemgemaal Spaarndam.
Na het droogmaken van het Haarlemmermeer (1852) is het Spaarne een zijarm geworden van de Ringvaart van de Haarlemmermeerpolder. Bij de aanleg van het Noordzeekanaal (gereed in 1876) zijn grote delen van het IJ ingepolderd; bij Spaarndam is nog een deel van Het IJ gespaard gebleven. Vanuit Spaarndam is het Noordzeekanaal te bereiken via het Zijkanaal C.
Het vaarwater van het Spaarne werd ten behoeve van de bedrijven aan het Spaarne, zoals de werf Conrad en machinefabriek Figee, meermaals aangepast. Conrad verlengde zelf de 7,5 meter brede sluis van 28 naar 43 meter en in 1898 betaalde het bedrijf driekwart van de verlenging en verbreding naar 100 bij 12 meter. Ook diepte de gemeente Haarlem na lang aandringen Het Spaarne uit.

## Binnen en Buiten Spaarne
Het deel van de rivier tussen de Kampersingel en de Kloppersingel in Haarlem heet Binnen Spaarne. Het deel tussen de Ringvaart en de Kampersingel heet Zuider Buiten Spaarne en het deel van de Kloppersingel tot Spaarndam heet Noorder Buiten Spaarne.

## De oevers vanaf de 19e eeuw
Zoals het grootste deel van de zware industrie, bestaan bovengenoemde bedrijven niet meer: Conrad, dat praktisch vanaf de oprichting in 1883 afhankelijk was van het latere Stork, beëindigde in 2004 de productie; die werd overgenomen door Hollandia in Krimpen aan den IJssel. Figee is in 2005 failliet gegaan nadat bij de overname in 1998 door NISTA B.V. de productie in Haarlem al was beëindigd. De Figee-hallen werden verbouwd tot kantoren. Op het Droste-terrein is een nieuw kantoorgebouw gekomen en in de oude fabriek die in 2004 gesloten werd, zijn appartementen ingericht.
Sinds 1885 is KRZV Het Spaarne in Heemstede aan het Spaarne gevestigd. Nabij het Zuider Buiten Spaarne bevond zich sinds 1899 de Mariastichting als (Rooms-katholiek) ziekenhuis; het terrein is nadien bebouwd met woningen, met behoud van het oude hoofdgebouw. Eind december 2004 is het gefuseerde Spaarne Ziekenhuis verhuisd naar Hoofddorp. Sinds 1973 bevond zich onder Heemstede het Diaconessenhuis, inmiddels Spaarne Ziekenhuis.

## Bruggen en tunnels
Over en onder het Spaarne liggen (of lagen) de volgende bruggen en tunnels (cursief:voormalig):
| Nr.: | Naam:                              | Soort:                                                 | Traject:                                         | Afbeelding: |
| ---- | ---------------------------------- | ------------------------------------------------------ | ------------------------------------------------ | ----------- |
| 1    | Bruggen over Sluizen van Spaarndam | a) verkeersbrug over de IJdijk (Kolksluis)             | Spaarndam - Haarlem                              |             |
| 1    | Bruggen over Sluizen van Spaarndam | b) verkeersbrug over de Spaarndammerdijk (Grote Sluis) | Spaarndam - Haarlem                              |             |
| 2    | Schoterbrug                        | Verkeersbrug                                           | Waarderweg - Vondelweg (Oostweg)                 |             |
| 3    | Waarderbrug                        | verkeersbrug                                           | Haarlem-Noord - Waarderpolder (bedrijventerrein) |             |
| 4    | Prinsenbrug                        | verkeersbrug                                           | Haarlem                                          |             |
| 5    | Spaarnebrug                        | spoorbrug                                              | Spoorlijn Amsterdam - Haarlem (Oude Lijn)        |             |
| 6    | Catharijnebrug                     | verkeersbrug (draaibrug)                               | Papentorenvest - Koude Hoorn / Donkere Spaarne   |             |
| 7    | Sint Nicolaasbrug                  | ophaalbrug                                             | Donkere Spaarne - Houtmarkt; Gesloopt in 1886    |             |
| 8    | Gravestenenbrug                    | ophaalbrug                                             | Spaarnwouderstraat - Binnenstad                  |             |
| 9    | Melkbrug                           | verkeersbrug (draaibrug)                               | Hoogstraat - Korte Veerstraat                    |             |
| 10   | Langebrug                          | verkeersbrug                                           | Schalkwijkerstraat - Turfmarkt                   |             |
| 11   | Buitenrustbrug                     | verkeersbrug                                           | Schipholweg - Kamperlaan / Rustenburgerlaan      |             |
| 12   | Schouwbroekerbrug                  | verkeersbrug                                           | Haarlem (Schalkwijk) - Heemstede                 |             |

## Afbeeldingen

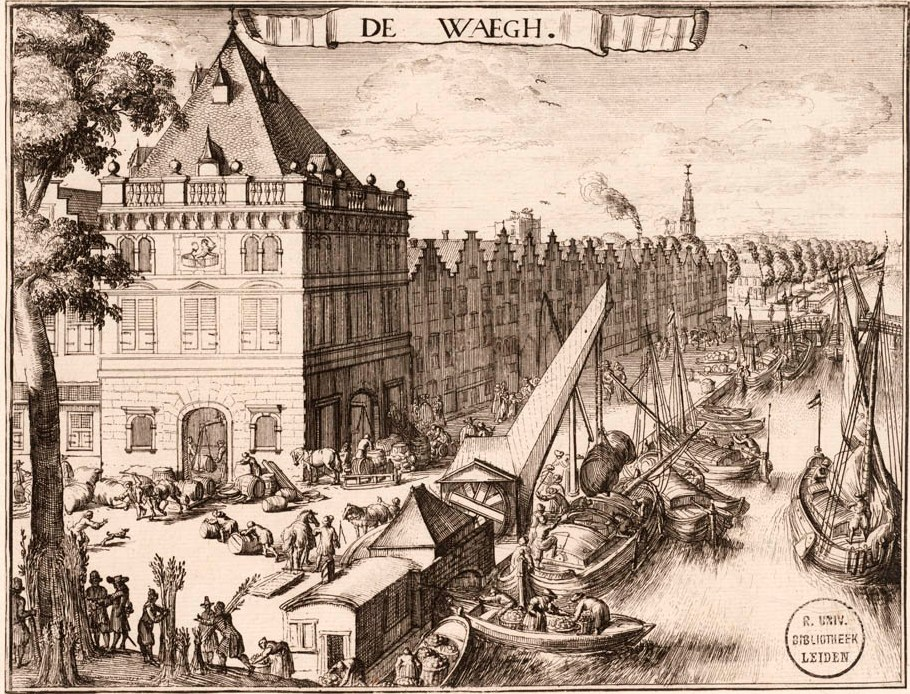
Het Spaarne bij de Waag in Haarlem. Gravure van Romeyn de Hooghe; 1690.
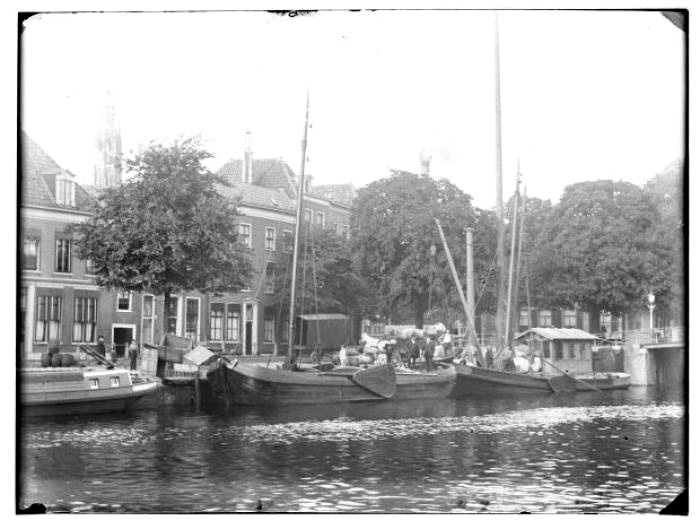
Spaarne in 1894.
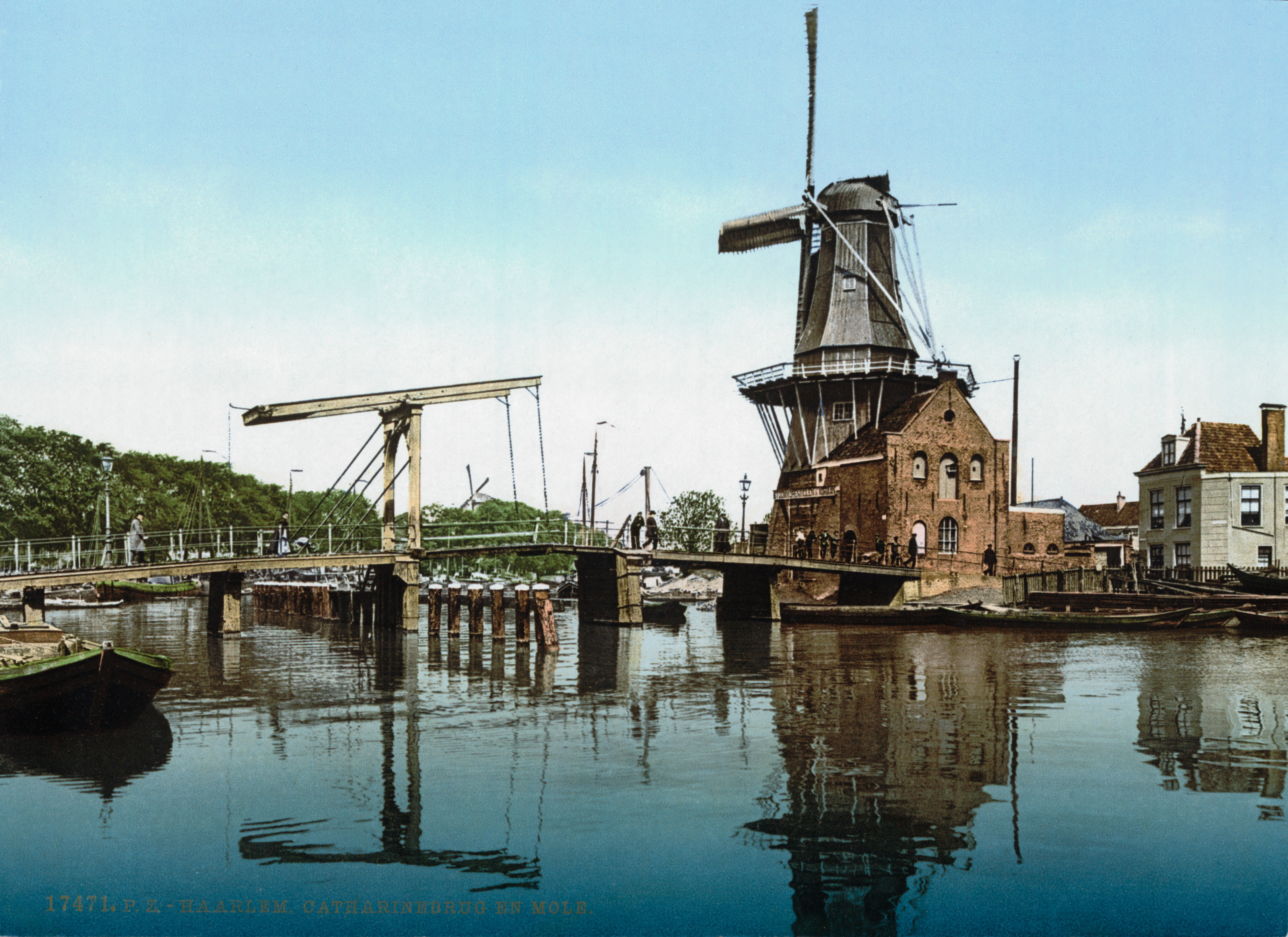
Catharijnebrug en molen De Adriaan; tussen 1890 en 1905.
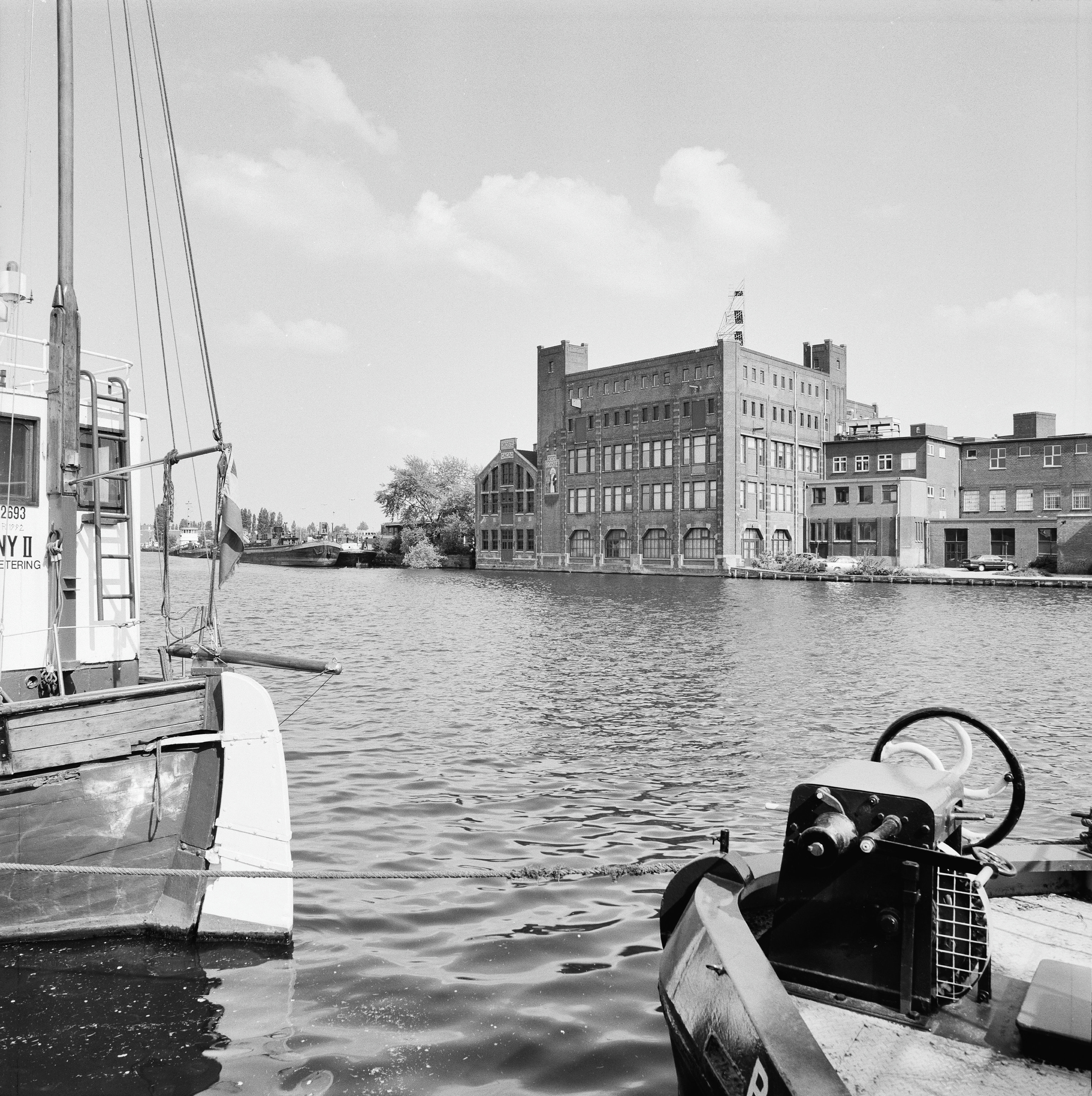
Het Spaarne met de Droste-fabriek in 1993.
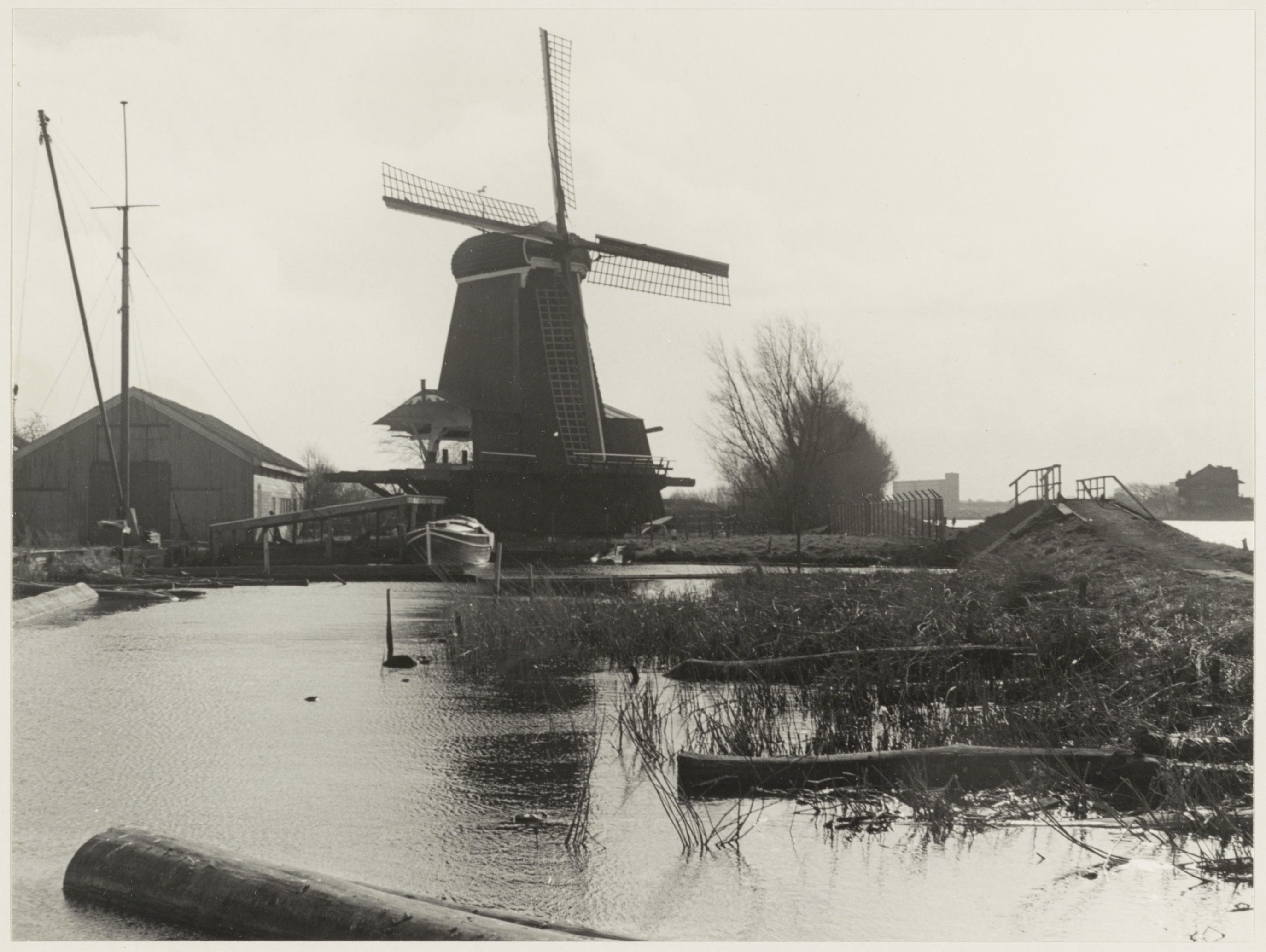
Paltrokmolen De Eenhoorn aan het Jaagpad bij het Zuider Buitenspaarne, ziende naar het zuiden.
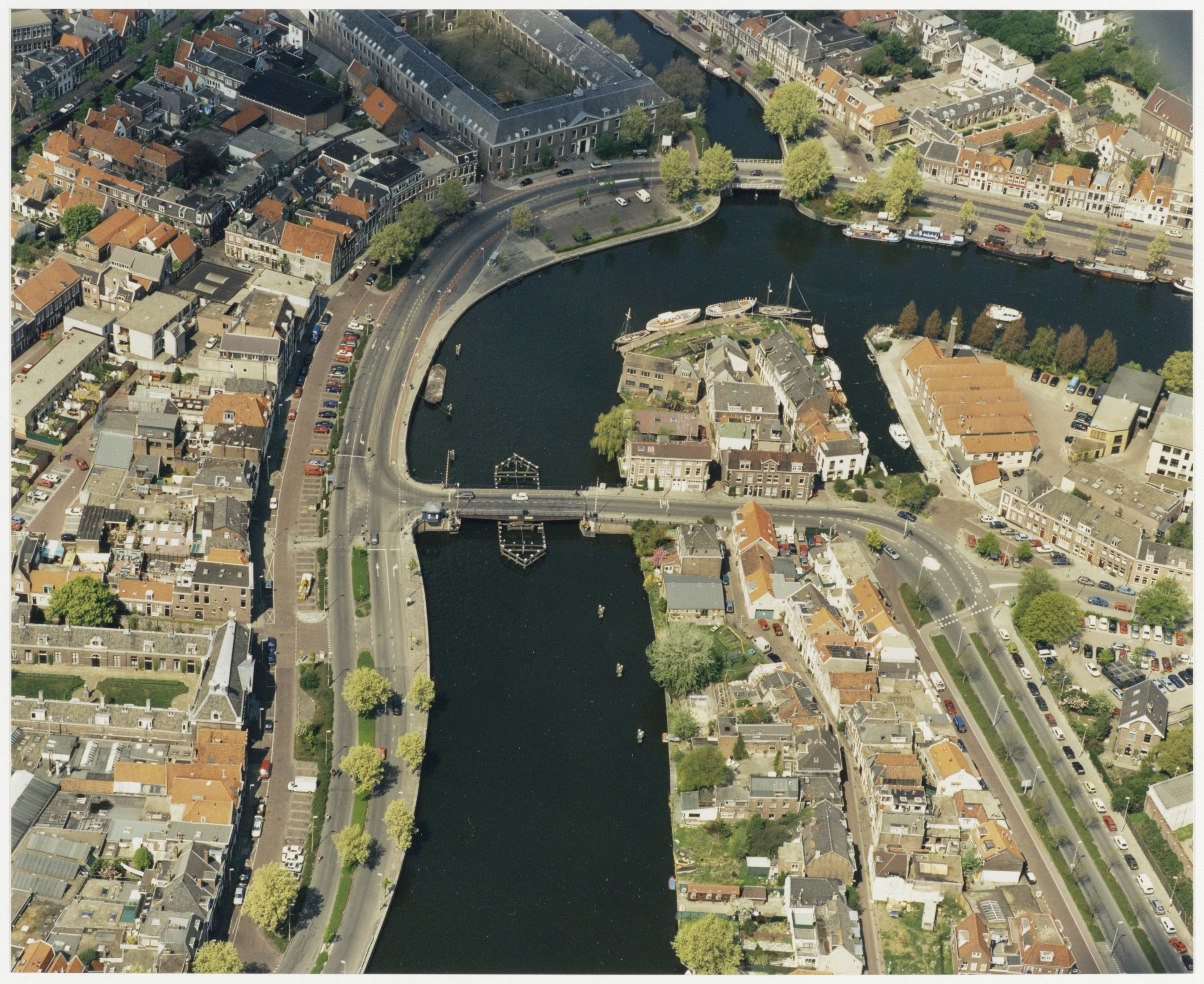
Bocht in het Spaarne bij de Scheepmakerdijk.
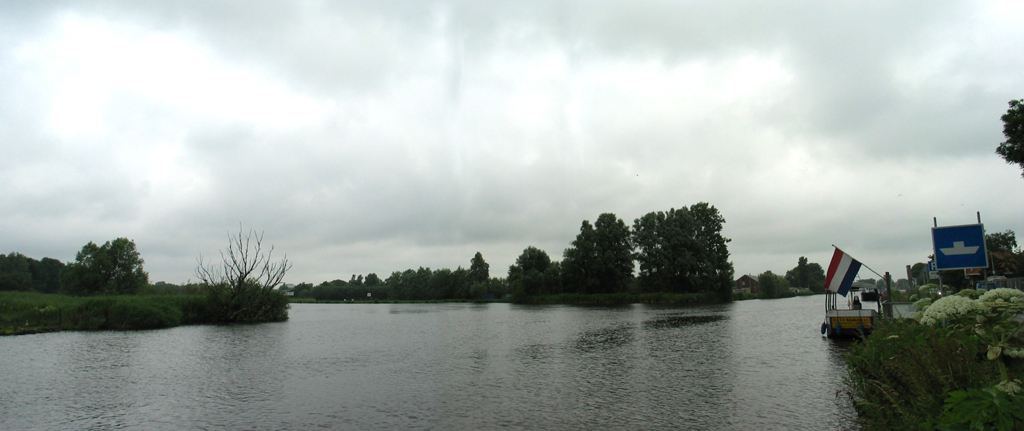
Spaarne bij de Ringvaart van de Haarlemmermeer.
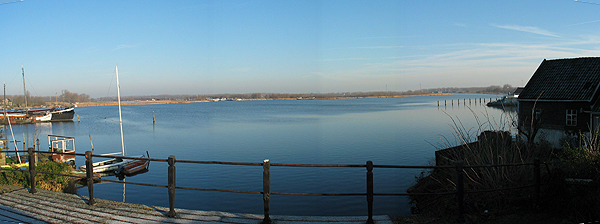
Uitmonding van Noorder Buiten Spaarne bij Spaarndam

## Trivia
In Haarlem loopt een weg langs de rivier Spaarne die ook de naam Spaarne draagt. Deze loopt vanaf het Donkere Spaarne en het Korte Spaarne tot aan de Turfmarkt en Lieve Vrouwe Gracht aan beide zijden van de rivier.